# José Antonio Rodríguez Salas
José Antonio Rodríguez Salas, né le 20 octobre 1965, est un homme politique espagnol membre du Parti socialiste ouvrier espagnol (PSOE).
Il est élu député de la circonscription de Grenade lors des élections générales d'avril 2019.